# Carl Thomas Mozart

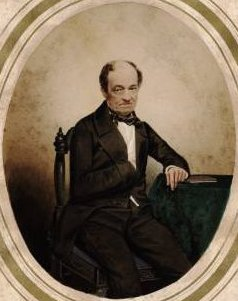
Carl Thomas Mozart
(1850), daguerreotypie

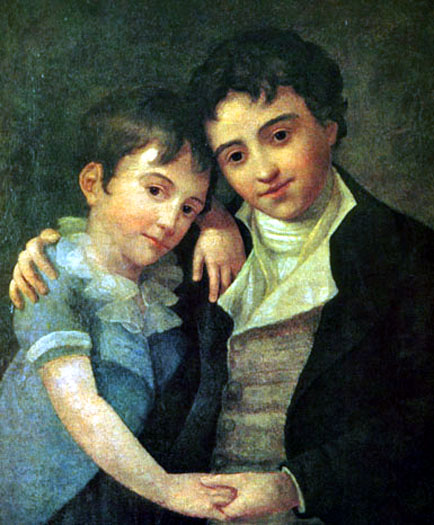
Carl Thomas (r) en Franz Xaver (l)
De zonen van Wolfgang Amadeus en Constanze Mozart
(1798), Hans Hansen, Geboortehuis van Mozart

Carl Thomas Mozart (Wenen, 21 september 1784 - Milaan, 31 oktober 1858) was een van de zes kinderen van Wolfgang Amadeus Mozart en Constanze Weber. Hij en Franz Xaver Wolfgang Mozart waren de enige twee die bleven leven.
Carl Thomas ging na de dood van zijn vader (in 1791) evenals zijn broer Franz Xaver naar Praag om onderwijs te krijgen van Franz Zaver Niemetschek. Deze leraar zorgde ook voor pianoles voor de jongens. Carl Thomas bleef hier tot 1797.
Hij dacht er een tijdje aan om een handel in piano's te beginnen, maar vond dit niet bevredigend genoeg. Op aanbevelen van Joseph Haydn ging hij eind 1805 naar Milaan om muziek te studeren. Na drie jaar gaf hij dit op en werd ambtenaar.
In 1842 nam hij deel aan de onthulling van het Mozartmonument in Salzburg.
Carl Thomas Mozart leefde een bescheiden leven.
- Bibliothèque nationale de France: cb14486863m (data)
- Gemeinsame Normdatei: 117145114
- International Standard Name Identifier: 0000 0001 1480 9589
- Library of Congress Control Number: nr93035201
- MusicBrainz: 0ae85ff1-6ae4-4339-8764-309519bb7ebe
- Nationale Bibliotheek van Israël: 987007434277205171
- SNAC: w6h16dnk
- Système universitaire de documentation: 067313264
- Virtual International Authority File: 121884454
- WorldCat: E39PBJvhmWP48tkfxh6jf8qmh3